# 이세기 (1662년)
이세기(李世祺, 1662년 - 1699년)는 조선후기의 문신이자 종친이다.

## 생애
조선후기의 문신으로 본관은 전주, 휘는 세기(世祺), 자는 수이(壽而)이다. 덕흥대원군의 6대손이며, 종실 응천군 이돈(凝川君 李潡)의 증손이고, 통덕랑 증 이조판서 이석한(李錫漢)의 손자이다. 아버지는 통덕랑 증 승지(承旨) 이홍달(李弘達)이며, 생부는 도정궁(都正宮) 동돈녕 이홍일(李弘逸)이고, 생모는 정랑(正郞) 기계인(杞溪人) 유삼(兪木+參)의 딸로 정부인 유씨(貞夫人 兪氏)이다.
부인은 판관(判官) 남원인(南原人) 윤이선(尹以宣)의 딸로 정부인 남원윤씨(貞夫人 南原尹氏)이다.
동돈녕 홍일의 2남으로 1662년(현종 3) 11월 26일 탄생하였다. 1687년(숙종 13) 정묘(丁卯) 식년시(式年試) 진사 3등(三等) 23위 에 급제하여 1698년(숙종 24) 10월 28일 조산대부(朝散大夫) 행 선릉참봉(宣陵參奉)을 지내고, 1699년(숙종 25) 3월 27일 향년 38세로 별세하였다. 참판(參判)에 증직되었다.

## 가족관계
- 증조부 : 종실 응천군 이돈(凝川君 李潡), 도정궁(都正宮) 사손(嗣孫).
- 조부 : 이석한(李錫漢)
- 아버지(양부) : 이홍달(李弘達, 1645년 - 1662년)
- 어머니(양모) : 숙부인 진주유씨(淑夫人 晋州柳氏, 1645년 - 1700년), 진주인(晋州人) 유용(柳容)의 딸.
- 아버지(생부) : 이홍일(李弘逸, 1640년 - 1718년), 도정궁(都正宮) 사손(嗣孫).
- 어머니(생모) : 정부인 유씨(貞夫人 兪氏, 1643년 - 1718년), 정랑(正郞) 기계인(杞溪人) 유삼(兪木+參)의 딸.
  - 형 : 이세정(李世禎, 1661년 - 1721년), 도정궁(都正宮) 사손(嗣孫).
  - 동생 : 이세상(李世祥, 1671년 - 1719년)
  - 녀 : 신창인(新昌人) 맹만택(孟萬澤, 1660년 - 1710년)에게 출가. => 현종의 부마이자 1녀 명선공주(明善公主, 1659년 - 1673년)의 남편으로 결정.
  - 녀 : 서하인(西河人) 임술(任述)에게 출가.
  - 녀 : 양주인(楊州人) 조영세(趙榮世)에게 출가.
- 부인 : 정부인 남원윤씨(貞夫人 南原尹氏, 1659년 - 1698), 판관(判官) 남원인(南原人) 윤이선(尹以宣)의 딸.
- 후실
  - 장남 : 이명징(李明徵, 1687년 - ?년)
  - 2남 : 이명저(李明著, 1694년 - 1763년)
  - 딸 : 신필복(申必復)에게 출가.